# Neolema ephippium
Neolema ephippium är en skalbaggsart som först beskrevs av Lacordaire 1845.  Neolema ephippium ingår i släktet Neolema och familjen bladbaggar. Inga underarter finns listade i Catalogue of Life.